# Hausrat
Hausrat (über hußrat von mittelhochdeutsch rāt, ‚Rat, vorhandene Mittel, Vorrat an Lebensmitteln‘) sind sämtliche, in einer Wohnung befindlichen und zur Hauswirtschaft und Lebensführung erforderlichen Gebrauchs- und Verbrauchsgüter von Privatpersonen. Er gehört zum Hausstand.

## Allgemeines
Der Hausrat bildet einen wesentlichen Teil des Privatvermögens eines Privathaushalts. Deshalb befassen sich mit ihm mehrere Rechtsgebiete sowie die Versicherungswirtschaft in Form der Hausratversicherung. Die Abgrenzung zwischen Hausrat und sonstigen Gegenständen fällt nicht immer leicht, doch sowohl im Recht und bei Hausratversicherungen steht der Begriffsumfang fest. Dient beispielsweise der Personal Computer überwiegend oder ausschließlich der Berufsausübung (Arbeitszimmer), gehört er nicht zum Hausrat; wird er maßgeblich auch von anderen Familienmitgliedern genutzt, ist er Teil des Hausrats.

## Arten
Hausratsgegenstände können in vier Arten unterteilt werden:
- Zur Einrichtung gehören Bilder, Fensterdekorationen, Möbel oder Teppiche.
- Gebrauchsgegenstände: Bekleidung, Bücher, Geschirr, Haushaltsgeräte, Informations- und Kommunikationstechnik, Küchengeräte, Tonträger, Unterhaltungselektronik.
- Verbrauchsgüter: Nahrungs- und Genussmittel.
- Wertsachen: Antiquitäten, Bargeld, Edelmetalle, Edelsteine oder Schmuck.

Zum Hausrat gehören versicherungsrechtlich unter anderem auch Markisen, vom Versicherungsnehmer als Mieter eingebrachte Sachen, Rasenmäher, Boote oder Arbeitsgeräte zur Berufsausübung. Insbesondere bei Wertsachen wird die Hausratversicherung eine Selbstbeteiligung oder eine Haftungsgrenze festlegen.

## Rechtsfragen
Der Hausrat ist eine typische Sachgesamtheit, also mehrere selbständige bewegliche Sachen, die durch einen gemeinsamen wirtschaftlichen Zweck (Hauswirtschaft) verbunden sind, ihren Wert nur als Einheit entfalten können und die in der Verkehrsanschauung unter einem einheitlichen Begriff (Hausrat) zusammengefasst werden. Im Zivilrecht wird der Hausrat meist mit dem Rechtsbegriff Haushaltsgegenstand beschrieben.

### Eherecht
Das Eherecht sieht in § 1361a Abs. 1 BGB vor, dass bei Getrenntlebenden jeder von ihnen die ihm gehörenden Haushaltsgegenstände vom anderen Ehegatten heraus verlangen darf. Er ist jedoch verpflichtet, sie dem anderen Ehegatten zum Gebrauch zu überlassen, soweit dieser sie zur Führung eines abgesonderten Haushalts benötigt und die Überlassung nach den Umständen des Falles der Billigkeit entspricht. Haushaltsgegenstände im Sinne dieser Vorschrift sind bewegliche Sachen, die nach dem Lebenszuschnitt der Ehegatten für Ehewohnung, Hauswirtschaft und Familienleben bestimmt sind. Das Kraftfahrzeug gehört zum Hausrat, wenn es als Familienauto überwiegend der ganzen Familie dient und nicht nur einem Ehegatten zur Verfügung steht. Ein Ehegatte kann nach § 1369 Abs. 1 BGB über ihm gehörende Gegenstände des ehelichen Haushalts nur verfügen und sich zu einer solchen Verfügung auch nur verpflichten, wenn der andere Ehegatte einwilligt.
Kein Hausrat sind wesentliche Bestandteile des Gebäudes oder Grundstücks (§ 94 BGB) sowie bewegliche Sachen, die zum persönlichen Gebrauch eines Familienmitglieds bestimmt sind, dem Beruf eines Ehegatten dienen oder lediglich eine Kapitalanlage darstellen. Nach diesem Urteil gehört verteilbarer Hausrat nicht zum Zugewinnausgleich.

### Erbrecht
Im Erbrecht ist der überlebende Ehegatte neben Verwandten der zweiten Ordnung oder neben Großeltern gesetzlicher Erbe, wodurch er außer dem Erbteil Anspruch auf die zum ehelichen Haushalt gehörenden Gegenstände hat, soweit sie nicht Zubehör eines Grundstücks sind, und die Hochzeitsgeschenke („Voraus“; § 1932 Abs. 1 BGB). Der Hausrat ist gemäß § 13 Abs. 1 Nr. 1 ErbStG von der Erbschaftsteuer mit einem Freibetrag befreit.

### Sozialrecht
Im Sozialrecht ist gemäß § 2 Abs. 3 Nr. 1 SGB II beim Vermögen bei der Grundsicherung für Arbeitsuchende der angemessene Hausrat nicht zu berücksichtigen. Der für die Gewährleistung des Existenzminimums notwendige Lebensunterhalt umfasst gemäß § 27a Abs. 1 SGB XII insbesondere Ernährung, Kleidung, Körperpflege, Hausrat, Haushaltsenergie ohne die auf Heizung und Erzeugung von Warmwasser entfallenden Anteile, persönliche Bedürfnisse des täglichen Lebens sowie Unterkunft und Heizung.

### Unpfändbarkeit
Die Unpfändbarkeit von gewöhnlichem Hausrat ist in § 811 ZPO geregelt; das gilt auch gemäß § 36 Abs. 3 Insolvenzordnung (InsO), die den Hausrat aus der Insolvenzmasse ausklammert. Ausnahme sind in beiden Fällen besonders wertvolle Gegenstände, die lediglich eine Kapitalanlage darstellen. Stets pfändbar sind aber Luxusgüter, die im Wege der Austauschpfändung durch Überlassung eines dem Verwendungszweck genügenden Billigprodukts gepfändet werden dürfen (Austausch einer Rolex von 16.000 Euro gegen eine Swatch von 30 Euro).

## Hausrat in der DDR
Hausrat gehörte in der ehemaligen DDR zu den wenigen Sachen, an denen die Bürger Privateigentum haben durften. Er zählte zum Eigentum der Bürger an Konsummitteln (Art. 11 DDR-Verfassung, §§ 22 ff. ZGB), die primär aus dem Arbeitsentgelt bestritten wurden und der persönlichen Bedürfnisbefriedigung dienten. Eigentum konnte deshalb an Gebrauchsgegenständen, an Hausrat oder an einem Wohnhaus (Datsche) bestehen, durfte aber nicht zur Erwerbsquelle werden.